# Namenszeichen
Ein Namenszeichen ist ein Kürzel eines Namens, mit dem jemand etwas unterschreibt oder Gegenstände als sein Eigentum markiert.

## Die zwei Verwendungsweisen
- In den Fällen, in denen es nur darum geht, zu signalisieren, dass man ein Schriftstück verfasst oder zur Kenntnis genommen hat, und klar ist, um welche Person es sich handelt, genügt ein Namenszeichen statt der voll ausgeschriebenen Unterschrift. In diesen Fällen kann ein Text mit dem Namenszeichen abgezeichnet werden.
- Üblich ist auch die Verwendung von Namenszeichen, um Eigentum zu markieren. Man findet diese Verwendung sowohl bei persönlichen Gegenständen – etwa um Gegenstände einer Aussteuer namentlich zu kennzeichnen – als auch im kommerziellen Bereich – etwa um Geschirr, Handtücher oder dergleichen als Besitz eines Hotels gegen Entwendung zu schützen.